# Junior Eldstål
Junior Gunnar Putera Eldstål (Kota Kinabalu, Sabah, 16 de septiembre de 1991) es un futbolista malasio-sueco que juega como centrocampista defensivo en el Johor Darul Takzim FC de la Super Liga de Malasia y en la selección de fútbol de Malasia.
Gran centrocampista defensivo por naturaleza aunque a veces puede aparecer jugando como central. Eldstål es conocido por ser un centrocampista rápido, fuerte, con gran habilidad para recuperar balones, bueno en el cuerpo a cuerpo, dotado con un gran disparo e inteligente capacidad de pase.
Comenzó su carrera futbolística en el Aldershot Town F.C, durante tres temporadas jugó con ellos hasta firmar por el  Farnborough F.C. de la England league. En mayo de 2013, firmó con el Sarawak FA después de pasar satisfactoriamente una prueba con el equipo.
Ha representado a su país en varios niveles, concretamente apareciendo en la selección nacional sub-23 en la 2013 Pesta Bola Merdeka.
Actualmente, combina su profesión como deportista de élite con la ayuda a la asociación Malaysia Connecting Communities (1MCC), una organización que utiliza el fútbol como catalizador para proveer un camino de apoyo a la gente joven en Malasia para que alcancen sus metas como deportistas al mismo tiempo que fomentan su educación

## Selección nacional

### Malaysia XI
En julio de 2013, Eldstål fue llamado para unirse al equipo Harimau Muda A para participar en los World University Games en Kazan, pero debido a problemas técnicos no pudo ser registrado en el torneo. En julio de 2013, Eldstål participó por primera vez en el equipo sub-23 de la selección malaya en una concentración en la que se enfrentaron en un partido amistoso al Chonburi FC el 16 de julio de 2013. Además de dicho amistoso, Junior pudo participar en varios amistosos contra Chelsea y Barcelona.

### Malaysia U-23
El 7 de septiembre de 2013, Eldstål obtuvo su primer trofeo internacional en un partido contra Singapur sub-23. Realizó su primer gol con el combinado internacional el 14 de septiembre de 2013 en la Merdeka cup final jugando contra Myanmar U-23 partido en el que Malasia se consagró como campeona de Asia.
En septiembre de 2014, Ong Kim Swee llamó a Eldstål para participar en su lista de 23 para los 2014 Asian Games, jugando en el grupo A en Incheon, Corea del Sur. Eldstål jugó solo dos partidos en el torneo, un 0-3 en contra en primera ronda contra el anfitrión Corea del Sur. Desgraciadamente se serdió el partido de segunda ronda contra Laos, el cual ganaron por 4-0, debido a unas molestias en el gemelo.
Solo habiendo jugado dos partidos durante la tournament, Malaysia finalizó tercera de grupo después de haber sido vencida por Arabia Saudita 0 - 3 el 21 de septiembre.

## Palmarés

### Campeonatos nacionales
Sarawak FA
- Malaysia Premier League: 2013

### Copas internacionales
Malaysia under-23
- Merdeka Tournament Trophy: 2013

### Distinciones individuales
Football Association of Malaysia Award 2013
- The most promising player 2013[15]